# Prieuré de Prémontrés Saint-Jean d'Hannapes
Le Prieuré de Prémontrés Saint-Jean d'Hannapes est un prieuré-cure située à Hannapes, en France.

## Description
Le prieuré comprend les éléments suivants:
- une église en brique et pierre
- un logis prioral
- une grange en brique et pierre de taille et moellon calcaire
- une remise en brique et silex
- une resserre en brique et silex

## Localisation
L'église est située sur la commune de Hannapes, dans le département de l'Aisne.

## Galerie

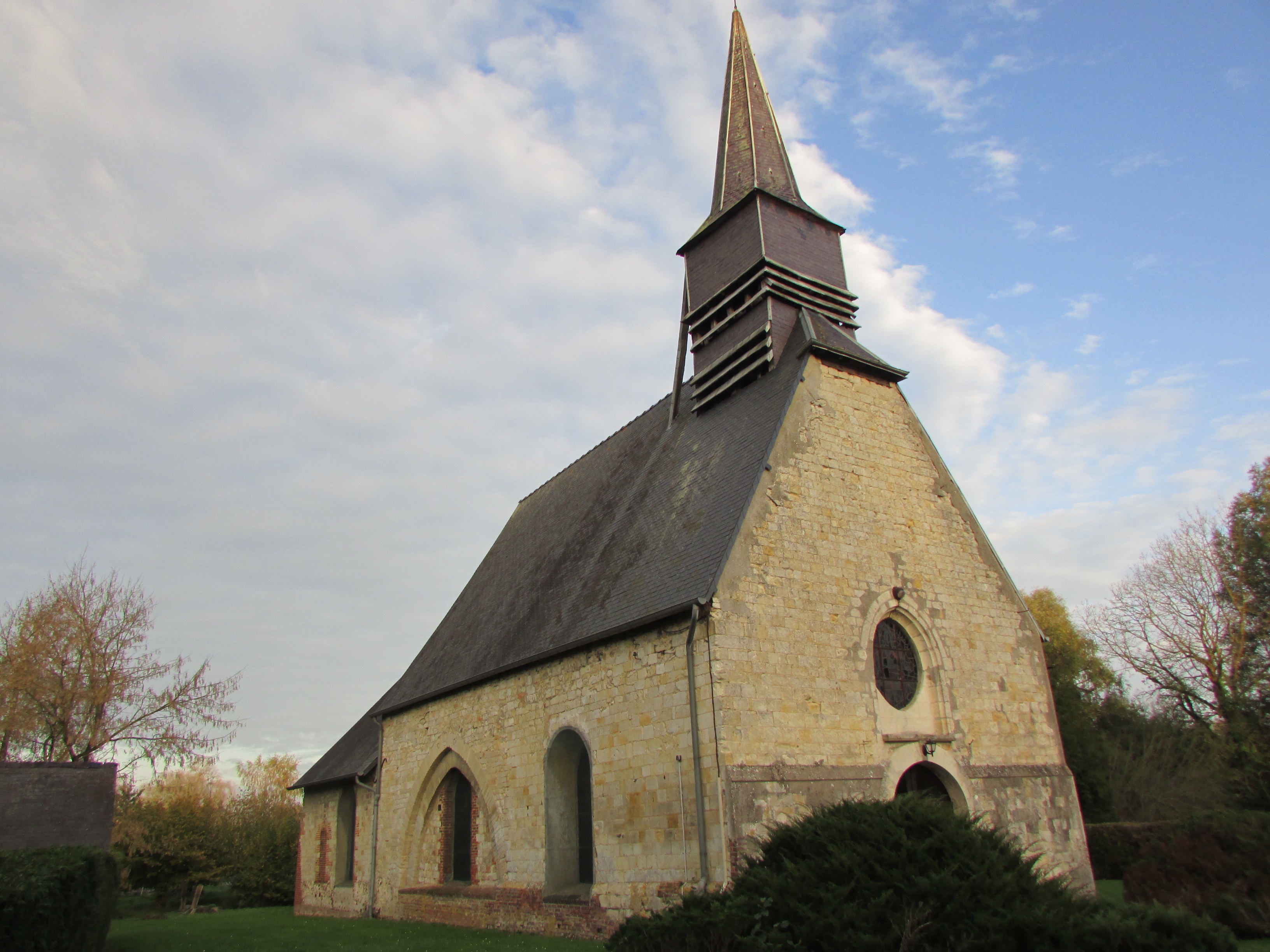
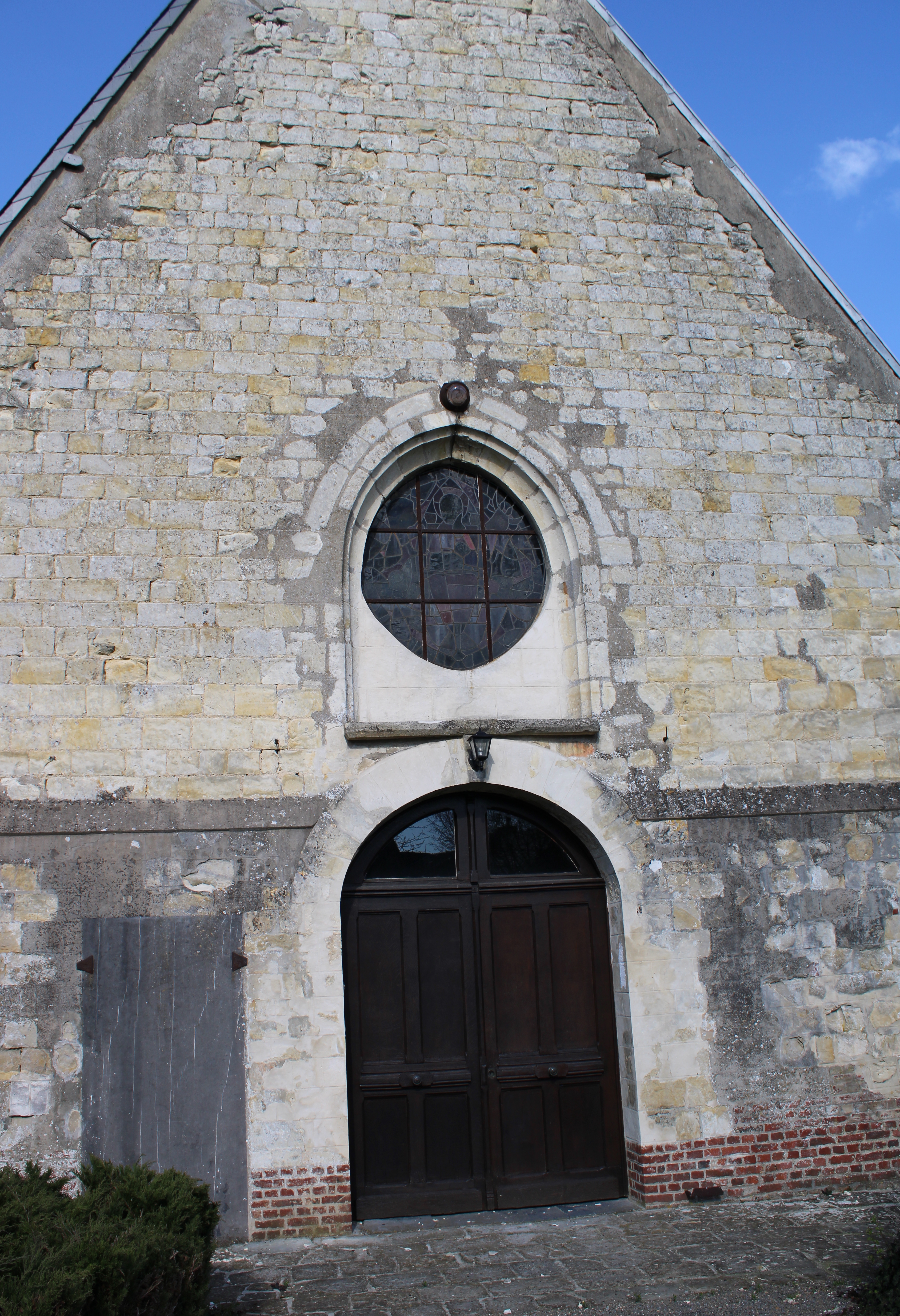
Portail de l'église.
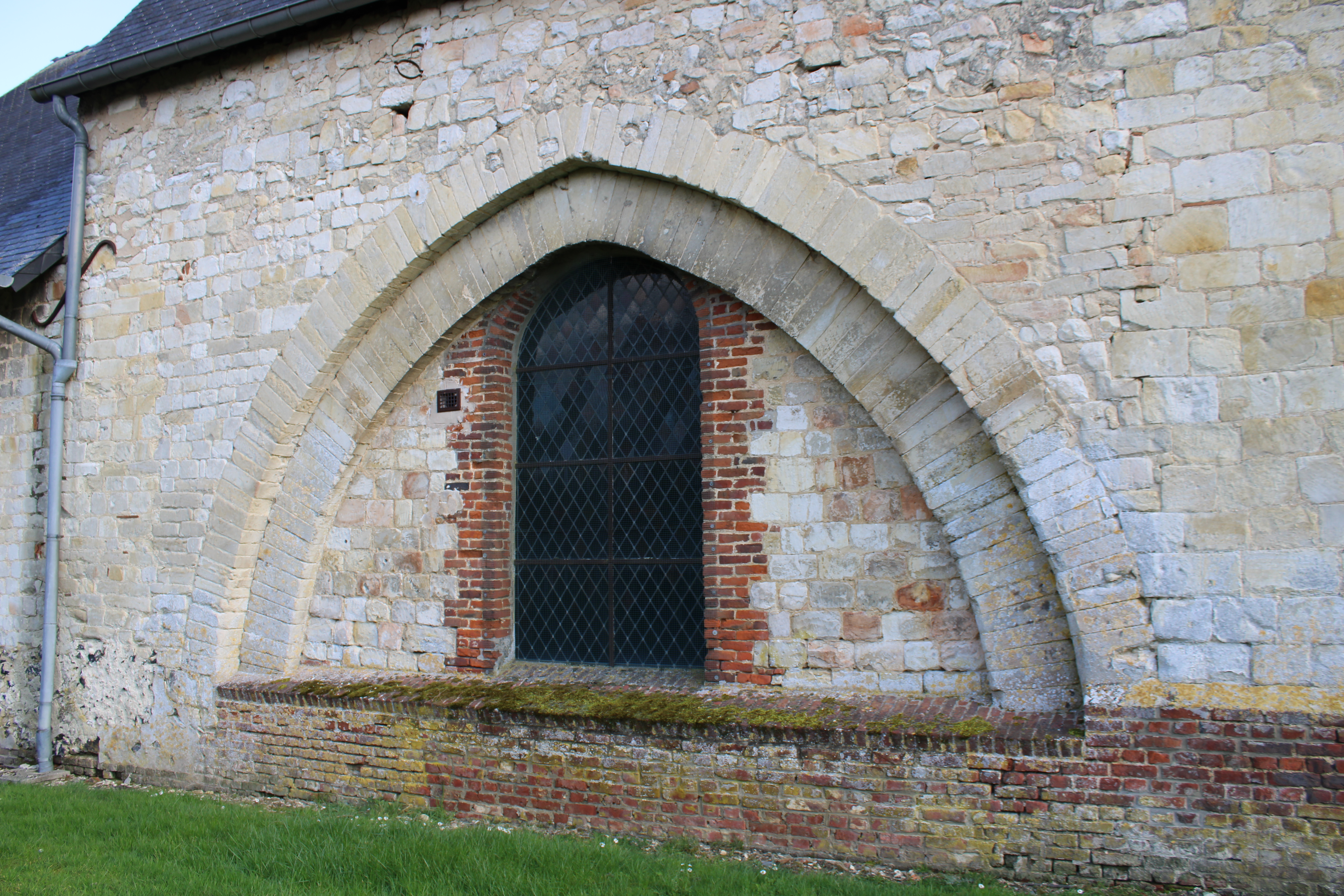
Détail des modifications de l'architecture.
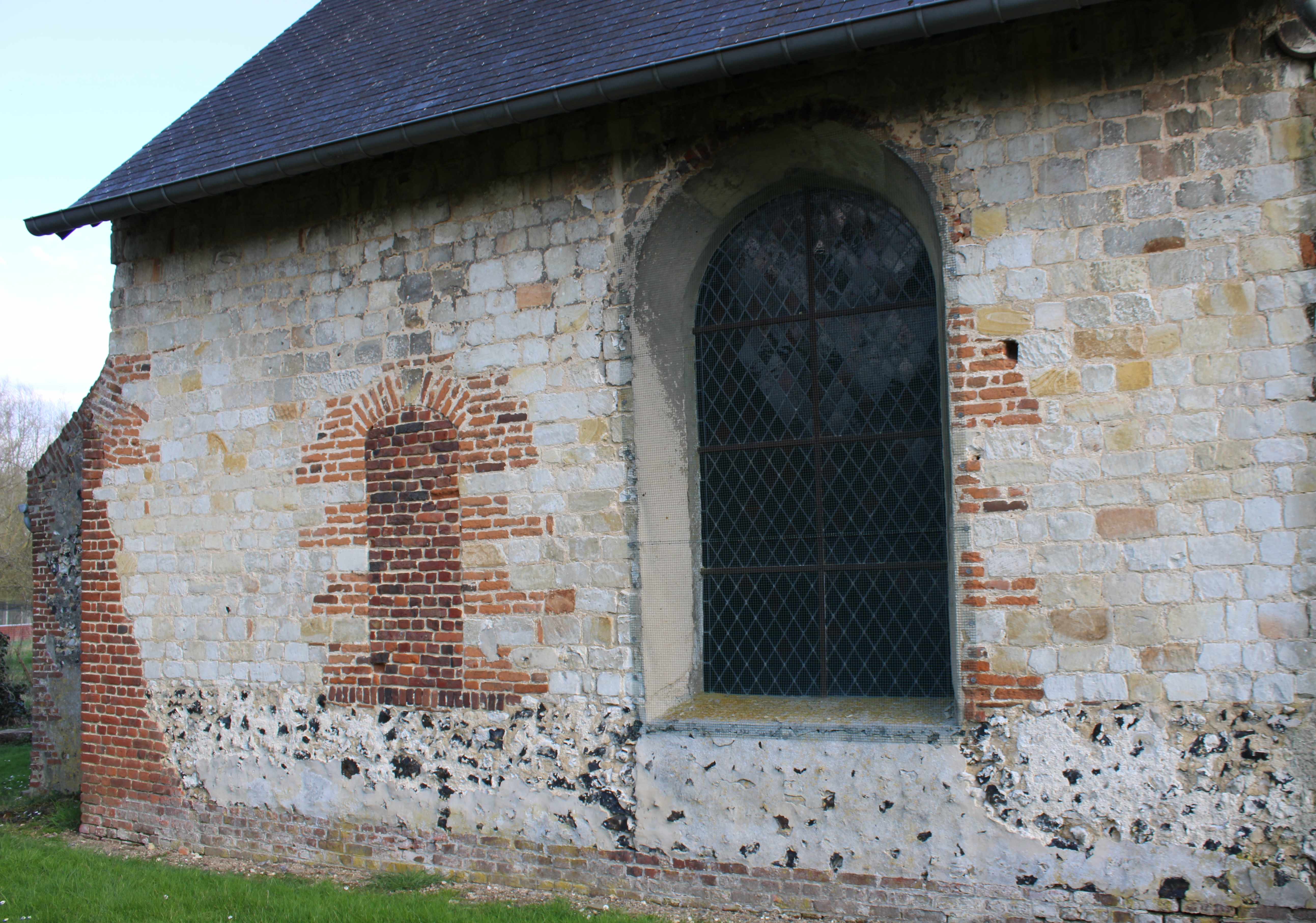
Détail de l'appareil: briques, silex et pierre calcaire.